# La Soledad, El Naranjo
La Soledad är en ort i Mexiko.   Den ligger i kommunen El Naranjo och delstaten San Luis Potosí, i den centrala delen av landet, 300 km norr om huvudstaden Mexico City. La Soledad ligger 431 meter över havet och antalet invånare är 280.
Terrängen runt La Soledad är huvudsakligen kuperad, men åt sydost är den platt. Runt La Soledad är det glesbefolkat, med 11 invånare per kvadratkilometer. Närmaste större samhälle är El Pensil, 18,3 km norr om La Soledad. I omgivningarna runt La Soledad växer i huvudsak städsegrön lövskog.